# What Is This Thing Called Love?
What Is This Thing Called Love? è un famoso brano jazz scritto da Cole Porter nel 1929 per il musical Wake Up and Dream. È stato cantato per la prima volta nel marzo 1929 da Elsie Carlisle. Il brano, in seguito, è divenuto un jazz standard e una delle composizioni tra le più eseguite di Porter.
Wake Up and Dream è stato messo in scena a Londra ben 263 volte. Ha avuto successo anche a New York con Jack Buchanan, dove i critici hanno apprezzato molto l'esecuzione di Tilly Losch arrivando a 136 recite. La prima statunitense dello spettacolo è stata a dicembre 1929 al Broadway theatre; nell'interpretazione americana, il brano è stato cantato da Frances Shelley. Ginny Simms ha cantato il brano nel 1946 in Night and Day, film biografico su Porter.
I musicisti jazz hanno subito inserito il brano nel loro repertorio. Le registrazioni di Ben Bernie e Fred Rich lo portano velocemente nella hit-parade del 1930. Il brano è stato registrato anche dal pianista stride James P. Johnson, il clarinettista Artie Shaw e il chitarrista Les Paul Viene eseguito con un tempo abbastanza veloce; infatti, la registrazione di Clifford Brown e Max Roach del 1956 è la più conosciuta tra quelle uptempo. Nel 1941, il sassofonista Sidney Bechet ne ha interpretato una versione più lenta con Charlie Shavers.
La progressione armonica del brano è alla base di parecchie composizioni jazz, tra le quali spiccano:
- Hot House di Tadd Dameron;
- Barry's Bop di Fats Navarro;
- Subconscious-Lee di Lee Konitz;
- Fifth House di John Coltrane;
- Wham Bam Thank You Ma'am di Charles Mingus.

## Registrazioni famose
- George Metaxa - singolo (1929)
- Billie Holiday - singolo Decca (1945)
- Frank Sinatra – In the Wee Small Hours (1954)
- Ella Fitzgerald – Ella Fitzgerald Sings the Cole Porter Songbook (1956)
- Clifford Brown and Max Roach Quintet – Clifford Brown and Max Roach at Basin Street (1956)
- Bill Evans – Portrait in Jazz (1959)
- Coleman Hawkins – Live in England '64 with Harry "Sweets" Edison (Jazz Icons Series IV) (1964)
- The Pasadena Roof Orchestra – The Best of the Pasadena Roof Orchestra (1973)
- Wynton Marsalis – Standard Time Vol. 2 (1991)
- Jazz Orchestra of the Delta - Big Band Reflections of Cole Porter (2003)
- Lemar – De-Lovely Soundtrack (2004)
- Gwyneth Paltrow – Infamous Soundtrack (2005)